# Görögország hadereje
Görögország hadereje, hivatalos nevén Görög Fegyveres Erők (görögül: Eλληνικές Ένοπλες Δυνάμεις), a szárazföldi haderőből, a légierőből és a haditengerészetből áll.

## Görögországhaderejének néhány összefoglaló adata
- Katonai költségvetés: 7,081 milliárd amerikai dollár, a GDP 3,1%-a 2005-ben.
- Teljes személyi állomány: 177 600 fő, ebből 98 321 fő sorozott, (5520 nő) (2005-ben 109 000 fő)
- Szolgálati idő: 12-16 hónap
- Tartalék: 291 000 fő 
  - A görög haderőben jelentős korszerűsítések folynak. A 2005-ös első ütemben csökkentéseket, és átszervezéseket hajtanak végre.
- Mozgósítható lakosság: 2 668 872 fő, melyből katonai szolgálatra alkalmas 2 034 192 fő 2002-ben.

## Szárazföldi erő
Állománya: 114 000 fő

### Szervezete
- 3 katonai körzet:
- 1 hadsereg-parancsnokság;
- 5 hadtesttörzs (benne egy gyors reagálású törzs)
- 1 páncélozott hadosztálytörzs;
- 3 gépesített hadosztálytörzs;
- 6 gyalogos-hadosztálytörzs (egyenként 3 gyalogos-, 1 tüzérezred, 1 páncélozott zászlóalj);
- 5 páncélozott dandár (egyenként 2 páncélozott, 1 gépesített zászlóalj és 1 tüzérosztály)
- 7 gépesített dandár (egyenként 2 gépesített, 1 páncélozott zászlóalj és tüzér osztály)
- 5 gyalogosdandár
- 1 csapatrepülő-dandár
- 1 csapatrepülő-század (önálló)
- 4 felderítő zászlóalj
- 5 tábori tüzérosztály
- 10 légvédelmi osztály
- 2 légvédelmi rakétaosztály (MIM–23 Hawk).

Különleges erők
- 1 tengerészgyalogos-dandár (3 zászlóalj)
- 1 különleges kommandó (kétéltű)
- 1 kommandódandár (2 század)

### Fegyverzete
- 1735 db harckocsi (M48A5, M–60A1/A3, Leopard-1-412 db)
- 130 db felderítő harckocsi
- 501 db BMP–1 páncélozott gyalogsági harcjármű
- 131 db páncélozott harcjármű
- 1901 db tüzérségi löveg
- 152 db rakéta-sorozatvető
- 290 db MILAN páncéltörő rakéta
- 336 db TOW páncéltörő rakéta
- 262 db Spigot páncéltörő rakéta
- 42 db Hawk légvédelmi rakéta

Helikopterek
- 20 db támadó
- 130 db támogató

## Légierő, légvédelem
Állománya: 33 000 fő

### Szervezete
- Harcászati Légi Parancsnokság 
  - közvetlen támogató és vadász 14 század (A-7, F-16, F-4, F-5, Mirage F-1, Mirage 2000)
  - 1 felderítő század (RF-4 E)
- Légi Támogató Parancsnokság 
  - 3 szállító század (C-130, Do-28, C-47)
  - 1 század helikopter
- Légvédelem 
  - NIKE 1 rakéták
  - 36 darab MIM–104 Patriot légvédelmi rakétaüteg
  - 4 kiképző század

### Fegyverzete
- harci repülőgép: 418 db (F-4, RF-4, F-16, Mirage F-1, Mirage 2000, C-47, C-130, Do-28 stb.)
- nincs fegyveres helikopter

## Haditengerészet
Állománya: 19 000 fő

### Fegyverzete
- 8 db hagyományos tengeralattjáró
- 2 db romboló
- 12 db fregatt
- 40 db járőr- és partvédelmi hajó
- 13 db aknarakó-szedő hajó
- 6 db deszanthajó
- egyéb 20 db

### Haditengerészeti Légierő
- 18 db helikopter

## Külföldön állomásozó görög erők
- 1250 fő Cipruson (1 gépesített dandár)
- ENSZ és békefenntartói feladatokon